# Абрамов, Рахим
Рахи́м Абра́мов  (родился 15 марта 1998 года, Узбекистан; также известен как Rakhim) — российский рэпер и видеоблогер (тиктокер). Наиболее известен своей песней «Fendi». Самый высокооплачиваемый тиктокер России.

## Ранняя жизнь
Родился в Узбекистане.
В юношестве занимался футболом, волейболом, баскетболом. Переехал в Читу для учёбы, однако он не поступил в техникум. Позже Рахим отправился в Москву, чтобы стать программистом.

## Карьера
Учителя истории и изобразительного искусства вдохновили Рахима на создание собственных юмористических роликов, которые он выкладывал в сеть. Абрамов создавал канал на YouTube, но успеха ему он не принёс. В 2018 начал выкладывать короткие ролики в Instagram. В том же году завёл аккаунт в TikTok, который принёс ему известность.
В 2018 году во время проведения акции «Доброе сердце» в Сургуте мероприятие вышло из-под контроля: подростки устроили давку из-за бесплатных роллов, в результате чего блогера задержали по обвинению в несанкционированном митинге, но вскоре отпустили.
В 2019 году начал записывать первые песни, самой успешной из них стала «Кто тебе сказал?», которую записал за несколько часов. Продюсером песни выступил Slava Marlow.
17 июля 2020 года Рахим выпустил сингл «Fendi». 25 сентября 2020 года была выпущена песня «Milly Rock». 2 октября 2020 года был выпущен видеоклип на песню «Fendi».
В 2020 году стал самым высокооплачиваемым тиктокером по версии Форбс.
В 2021 году вышел совместный с Элджеем трек «URUS». К выходу трека Рахимом был куплен синий Lamborghini Urus, цвет машины является отсылкой к одному из самых популярных треков Рахима «Синий Ламборгини». Также выпустил сингл «Этой ночью», в клипе на который снялась известная тиктокерша Алина Ким.

## Конфликты

### Ганвест
В сентябре 2020 года казахстанский рэпер Ганвест выпустил песню «Fendi2», которая полностью копирует припев из песни Рахима «Fendi». Перед выпуском песни Руслан написал: «Есть только один оригинал, и он мой». Это не понравилось Рахиму, в результате чего у них произошёл конфликт.

### T-Fest
Ночью 24 сентября 2020 года Рахим опубликовал отрывок песни «Milly Rock» в Instagram. Фанаты обвинили его в воровстве инструментальной части у T-Fest’а. Позже Рахим опубликовал Instagram-историю, где спросил: «Почему мне пишут, что я своровал твой бит, T-Fest?». The Limba прояснил ситуацию, сказав, что инструментал был взят в лизинг.

## Дискография

### Синглы

#### В качестве ведущего исполнителя
| Год  | Название                                              |
| ---- | ----------------------------------------------------- |
| 2020 | «Девочка наивна»                                      |
| 2020 | «Твиттер»                                             |
| 2020 | «Кто тебе сказал?»                                    |
| 2020 | «Я не хочу спать»                                     |
| 2020 | «Drug»                                                |
| 2020 | «Fendi»                                               |
| 2020 | «Milly Rock»                                          |
| 2020 | «Rockstar» (совместно с Qontrast)                     |
| 2020 | «Big Money»                                           |
| 2021 | «Fendi» (совместно с R3hab и Smokepurpp)              |
| 2021 | «Beasty» (совместно с TLK)                            |
| 2021 | «Синий Lamborghini»                                   |
| 2021 | «Этой ночью»                                          |
| 2021 | «Хентай (версия для Джигана)» (совместно с The Limba) |
| 2021 | «URUS» (совместно с Элджеем)                          |
| 2021 | «Swipe»                                               |
| 2021 | «Уйдёшь» (совместно с JONY)                           |
| 2021 | «Кто сказал?» (совместно с Soda Luv и Slava Marlow)   |
| 2022 | «Аккорды» (совместно с Konfuz)                        |
| 2022 | «Выходные»                                            |
| 2022 | «Убран»                                               |
| 2022 | «Golden Chain»                                        |
| 2022 | «Разожги во мне огонь» (совместно с Andro)            |
| 2023 | «Look At Me Habibi»                                   |
| 2023 | «Dangerous»                                           |
| 2023 | «Talk To Me Nice»                                     |
| 2023 | «Like That» (совместно с Emma'a)                      |
| 2023 | «Dubai Drift» (совместно с Dyce)                      |
| 2024 | «Bella Hadid» (совместно с Нюшей)                     |
| 2024 | «The Babuli»                                          |
| 2024 | «All night» (совместно с Dyce)                        |
| 2024 | «Её глаза»                                            |
| 2024 | «Ayo»                                                 |
| 2025 | «Мир»                                                 |
| 2025 | «Аалия»                                               |
| 2025 | «Вальс» (совместно с Andro)                           |
| 2025 | «Ночь» (совместно с BAbyBoi)                          |
| 2025 | «Не бойся» (совместно с Нюшей)                        |
| 2025 | «Целуй 2.0» (совместно с Нюшей и ayv1o)               |
| 2025 | «Plan B» (совместно с The Limba)                      |
| 2025 | «Не бойся 2.0» (совместно с Нюшей и ayv1o)            |

### В качестве приглашённого исполнителя
| Название                                           | Год  | Альбом     |
| -------------------------------------------------- | ---- | ---------- |
| «Хентай» (The Limba совместно с Rakhim)            | 2021 | Anima      |
| «Чокопай» (Andro совместно с Rakhim & blago white) | 2021 | Jani Gipsy |

## Фильмография
| Год  |   | Название        | Роль  |
| ---- | - | --------------- | ----- |
| 2022 | ф | Молодой человек | Артур |

## Награды и номинации
| Год  | Премия                                           | Номинация            | Результат | Ист.       |
| ---- | ------------------------------------------------ | -------------------- | --------- | ---------- |
| 2020 | Итоги года 2020 по версии телеканала «ТНТ Music» | Лучший тиктокер года | Номинация | 10-е место |

## Участие в качестве актера в клипах других исполнителей
| Год  | Название видеоклипа | Исполнитель  | Роль  |
| ---- | ------------------- | ------------ | ----- |
| 2021 | Build a Bitch       | Bella Poarch | камео |